# Quintus Curtius Rufus (Historiker)

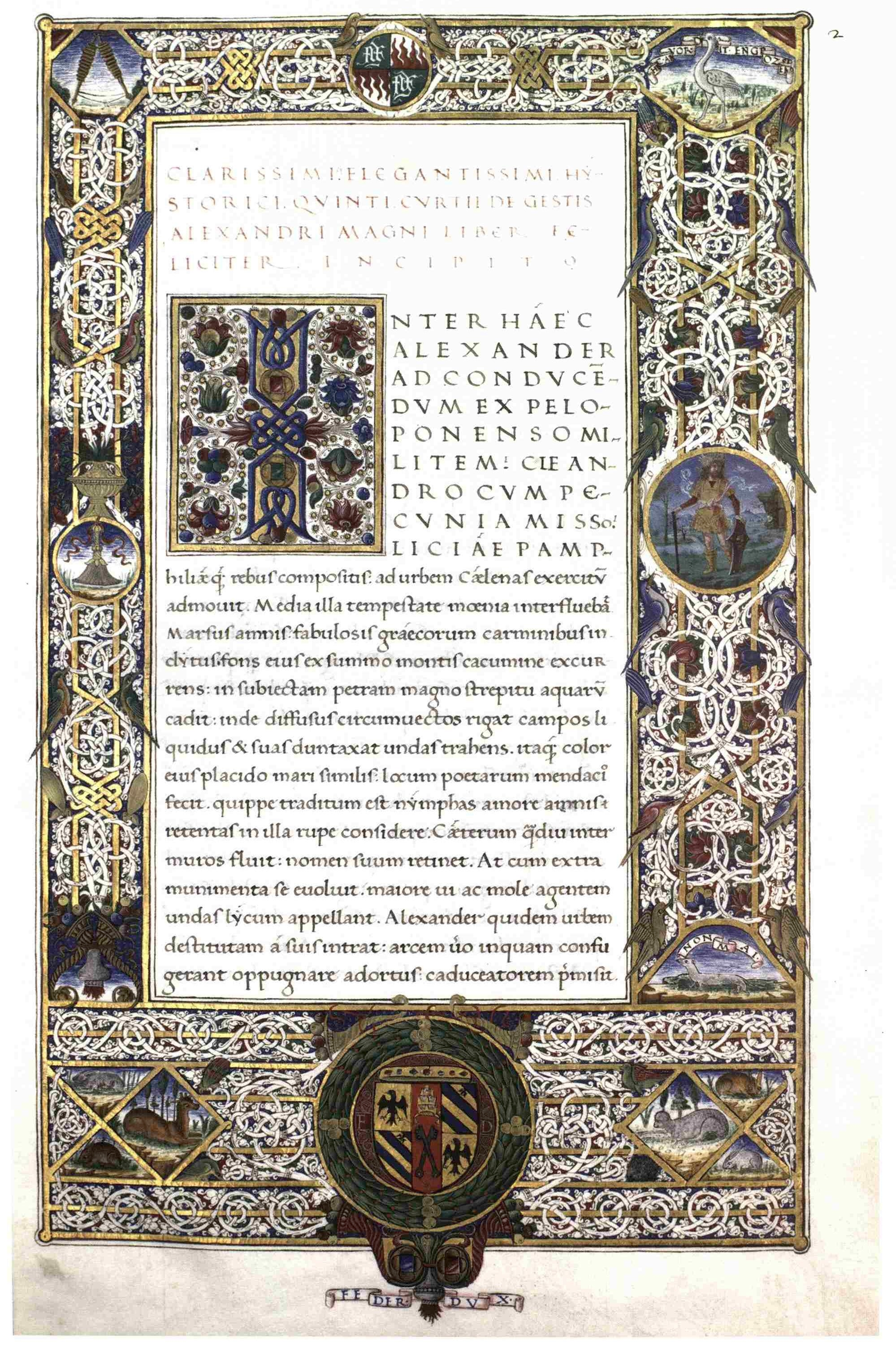
Der Anfang des dritten Buches der Alexandergeschichte in der Handschrift Città del Vaticano, Biblioteca Apostolica Vaticana, Urb. lat. 427, fol. 2r (spätes 15. Jahrhundert)

Quintus Curtius Rufus war ein römischer Historiker der Kaiserzeit (vermutlich 1. Jahrhundert), der eine beinahe vollständig erhaltene Geschichte Alexanders des Großen in zehn Büchern verfasste.

## Leben
Die Lebensdaten des Curtius und die Abfassungszeit seines Werkes sind nicht bekannt. Weder Autor noch Werk finden in anderen antiken Schriften Erwähnung; erst mittelalterliche Handschriften nennen Curtius als den Verfasser der Alexandergeschichte. Infolgedessen schwanken die Datierungen von augusteischer Zeit bis hin zu Septimius Severus, teilweise auch bis Theodosius I. In der modernen Forschung wird mittlerweile vermutet, dass Curtius im 1. Jahrhundert n. Chr. lebte; auch das Vokabular und der literarische Stil seines Werkes deuten auf diesen Zeitraum hin. Am wahrscheinlichsten sind Datierungen des Werkes in die Regierungszeit der Kaiser Claudius oder Vespasian.
Da externe Zeugnisse fehlen, wird für die Datierung häufig eine Passage herangezogen, in der Curtius die Wirren nach dem Tod Alexanders mit dem Bürgerkrieg vergleicht, der zu seiner Zeit das Römische Reich heimgesucht habe. Gleich einem „neu aufgehenden Gestirn“ (novum sidus) habe ein namentlich nicht genannter Princeps diesen Konflikt beendet und eine neue Dynastie begründet. Auf welche Ereignisse Curtius anspielt und ob tatsächlich ein Bürgerkrieg stattfand oder aber eine rechtzeitig gebannte Bürgerkriegsgefahr angedeutet werden soll, wurde in der Forschung unterschiedlich beurteilt. In jüngerer Zeit haben sich vor allem zwei Ansätze herausgebildet: Meist wird die Passage auf die Ermordung Caligulas und die Proklamation des Claudius bezogen. Nach anderen Forschern spielt die Passage auf den Bürgerkrieg des Vierkaiserjahres von 69 und den Regierungsantritt Vespasians an. Wieder andere Forscher halten die Stelle für einen rhetorischen Topos, der keine Anspielung auf die Zeitgeschichte des Autors erkennen lässt und daher für die Datierung des Autors nicht geeignet ist.
Eine obere Grenze für die Datierung bilden vermutlich die Bezüge auf die Ausdehnung des Partherreiches, die auf eine Entstehung vor der Verdrängung der Parther durch die Sāsāniden ab 224 und wahrscheinlich auch vor dem Partherkrieg Kaiser Trajans ab 114 schließen lassen.

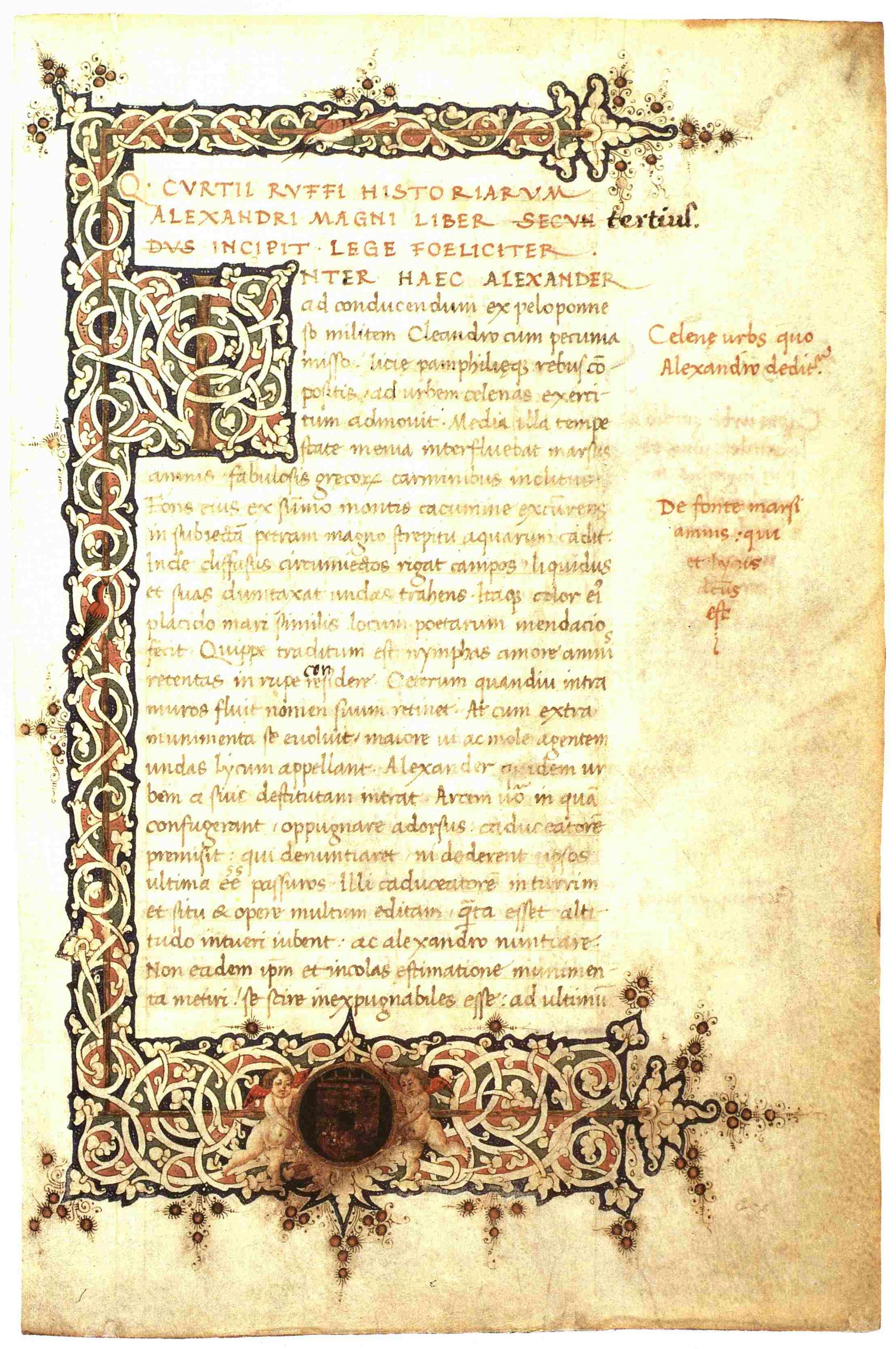
Eine Seite der Alexandergeschichte in der 1467 geschriebenen Handschrift Budapest, Országos Széchényi Könyvtár, Cod. Lat. 160

Auch über die Person des Autors ist nichts bezeugt. Seine Haltung gegenüber „Barbaren“, Griechen und Parthern wird in der Forschung häufig als die eines Römers verstanden; aus verschiedenen Indizien wird darauf geschlossen, dass er aus der Sicht eines Stadtrömers von gehobenem Gesellschaftsstatus schreibt. Seine Einstellung zur plebs, dem einfachen Volk der Unterschicht, und das Wertesystem der Historiae werden teils als Reflexe einer möglichen Zugehörigkeit zur Nobilität gelesen, teils als typisch für einen homo novus, also den Ersten einer Familie, der ein hohes Amt bekleidete, angesehen. Tacitus und Plinius erwähnen einen gleichnamigen Politiker, der als homo novus unter Tiberius Praetor war, im Jahr 43 das Amt eines Suffektkonsuls bekleidete, später als Legat in die Provinz Germania superior ging und schließlich als Proconsul der Provinz Africa verstarb. Sueton wiederum bezeugt einen Rhetoren dieses Namens aus der Zeit zwischen Tiberius und Claudius. Ob der Autor der Alexandergeschichte mit einer dieser Personen oder mit beiden identisch ist, bleibt ungewiss und gilt in der neueren Forschung als zweifelhaft.

## Werk
Curtius verfasste in lateinischer Sprache eine zehn Bücher umfassende „Geschichte Alexanders des Großen“ (Historiae Alexandri Magni), von der die ersten beiden Bücher verloren gegangen sind. Teile der Bücher 3, 5, 6 und 10 fehlen ebenfalls. Es ist damit dennoch das einzige umfassendere lateinische Geschichtswerk über Alexander, das mehr oder weniger vollständig überliefert ist. Der erhaltene Teil setzt mit dem Bericht über das Jahr 333 v. Chr. und der Legende vom Gordischen Knoten ein und endet mit dem Tod Alexanders und einem Ausblick auf die Konflikte um seine Nachfolge. Seine Darstellung stützte Curtius vor allem auf die Alexandergeschichte des Kleitarchos. Weitere Quellen stellten unter anderem die Universalgeschichte des Timagenes von Alexandria sowie die Alexandergeschichte des Ptolemaios dar, die wie das Werk des Kleitarchos verloren sind. Möglicherweise verwendete Curtius auch Kallisthenes, Aristobulos und – für die Ereignisse in „Indien“ – Nearchos.
Das Geschichtswerk, das die Forschung der so genannten Vulgatatradition der Alexanderhistoriker zuordnet, ist stark rhetorisierend; zahlreiche Reden, die ein Problem von mehreren Seiten beleuchten sollen, werden den Protagonisten von Curtius in den Mund gelegt. Das Werk neigt zu Dramatisierung; teilweise ähnelt es einem Roman, was auch auf Curtius’ Hauptquelle Kleitarchos zurückzuführen ist, und nimmt Elemente der Biographie auf. Als historische Quelle ist die Alexandergeschichte des Curtius dennoch von Wert, da sie viele Details liefert, die in den anderen Alexanderquellen übergangen werden, und sich vermutlich eng an die Alexanderhistoriker der ersten Generation hält. Das Werk ist literarisch gelungen, auch wenn Curtius’ schriftstellerische Fähigkeiten in der Forschung lange gering eingeschätzt wurden.

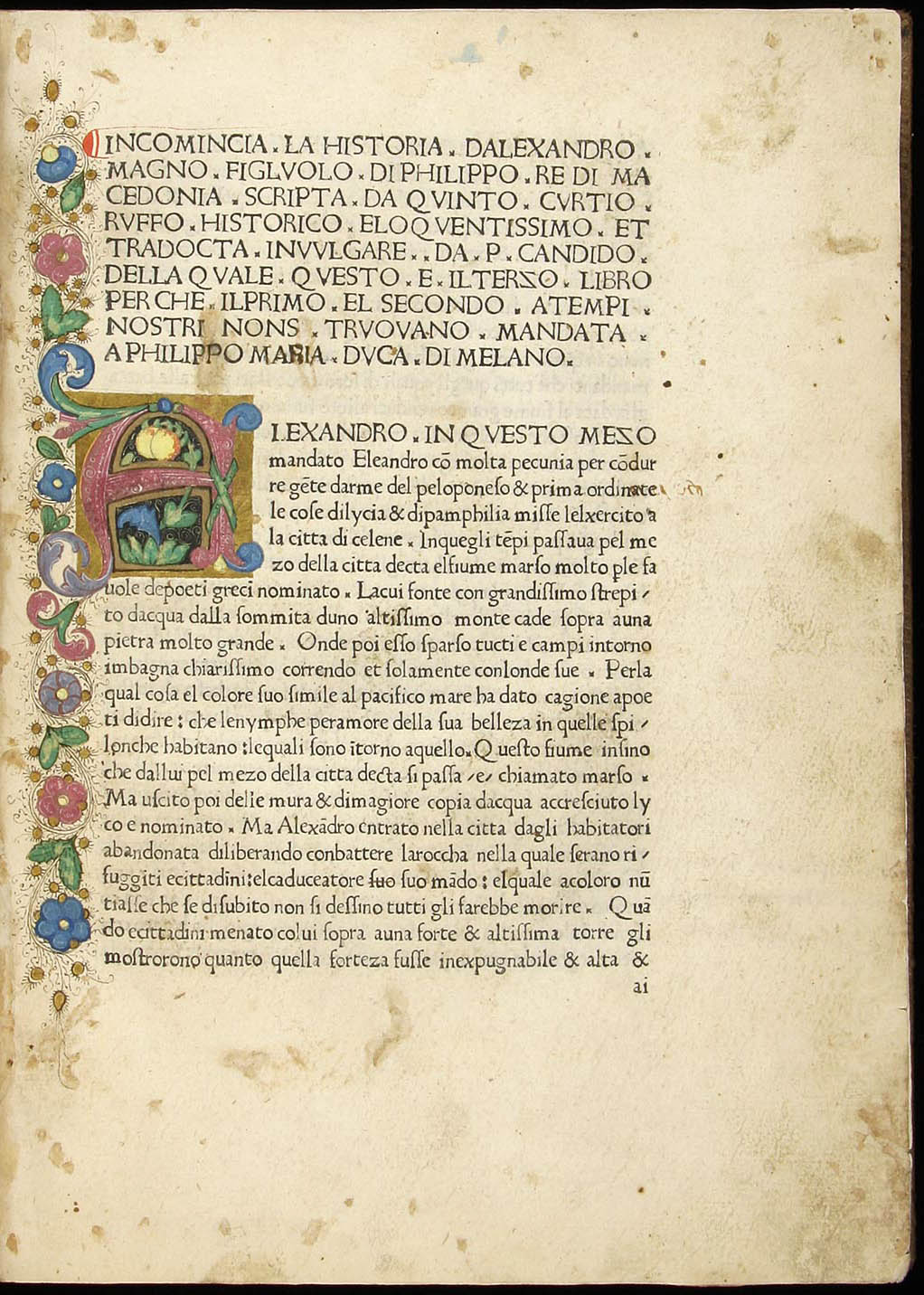
Inkunabel einer italienischen Übersetzung der Alexandergeschichte, Florenz 1478

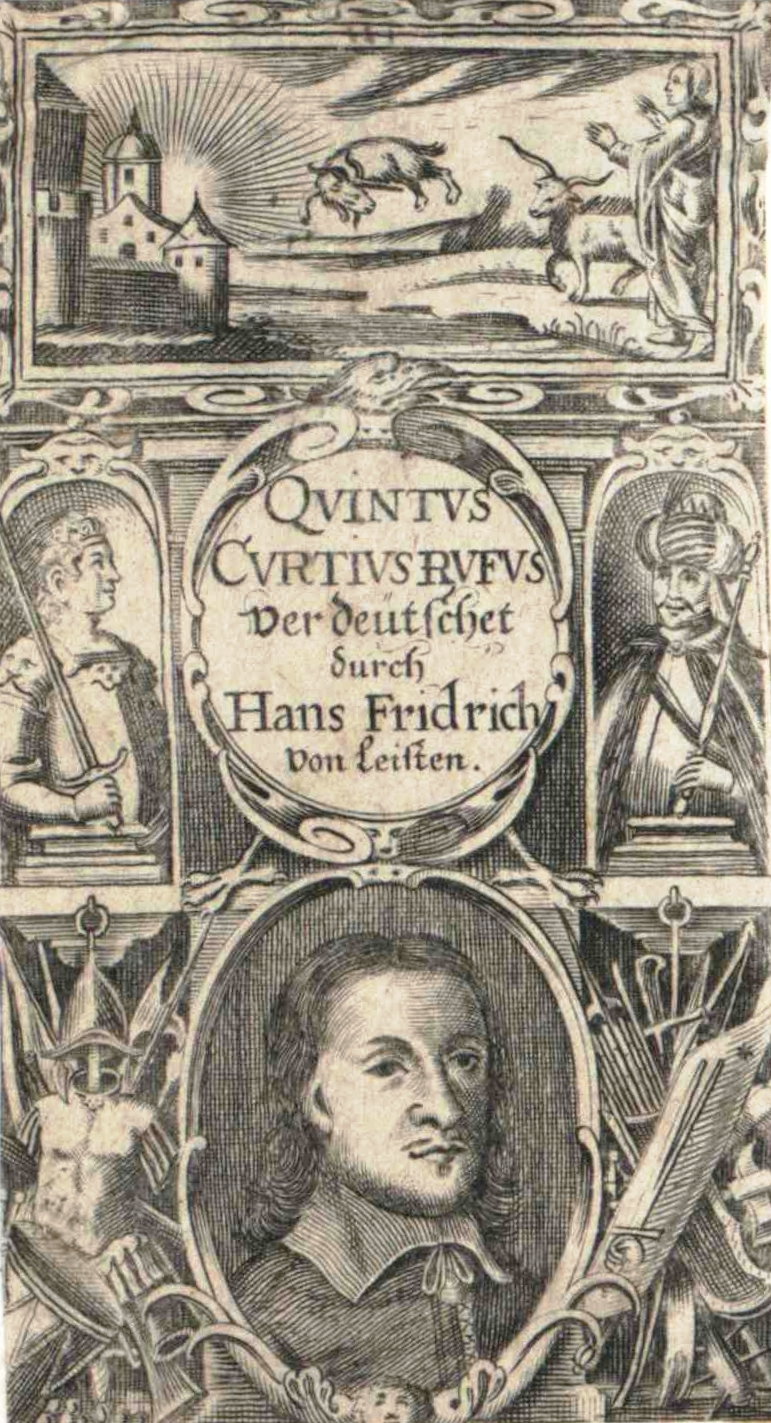
Titelblatt der deutschen Übersetzung der Alexandergeschichte von Hans Friedrich von Lehsten, 1658

Das Werk ist stark auf die Person Alexanders ausgerichtet. Während Alexander in der ersten Werkhälfte noch positiv gezeichnet wird, beschreibt Curtius ab dem sechsten Buch seinen charakterlichen Niedergang. In der zweiten Pentade beurteilt er Alexander durchaus negativ. Von seinen Erfolgen korrumpiert, habe sich der Makedonenkönig in einen orientalischen Despoten verwandelt; seine tyrannischen Wesenszüge und Laster (vitia) überwiegen seine tugendhaften Anlagen (virtutes) immer deutlicher. Besonders betont Curtius den Affekt als eine Triebfeder des Handelns Alexanders. In einer abschließenden Würdigung hebt er aber auch dessen Tugenden wie Geistesgröße, Duldsamkeit und Tapferkeit hervor und führt Alexanders Laster auf seine Jugend und das Schicksal zurück. Mit seinem Alexanderbild will Curtius – auch im Hinblick auf seine eigene Zeit und das Kaisertum – moralisch belehrend wirken.

## Rezeption
Curtius wurde in der Antike wenig gelesen und rief daher keinerlei Wirkung hervor. Erst in der Spätantike scheint Pseudo-Hegesippus, der um 370 eine lateinische Bearbeitung des Jüdischen Krieges von Flavius Josephus verfasste, Curtius verwendet zu haben. Auch der frühmittelalterliche Liber monstrorum de diversis generibus könnte sich auf seine Alexandergeschichte beziehen. Erst bei Einhard, dem Biographen Karls des Großen, finden sich sprachliche Übereinstimmungen, die auf eine Benutzung des Werkes in karolingischer Zeit hinweisen. Aus dem 9. und 10. Jahrhundert stammen auch die ältesten der insgesamt 123 erhalten Curtius-Handschriften. Johannes von Salisbury empfahl die Lektüre des Curtius. Auf der Grundlage seiner Alexandergeschichte verfasste der mittellateinische Dichter Walter von Châtillon zwischen 1178 und 1182 die Alexandreis, ein Epos in zehn Büchern, das zur Schullektüre wurde und in mehr als 200 Handschriften überliefert ist; im 13. Jahrhundert überflügelte die Popularität der Alexandreis die Wirkung ihrer Vorlage. Ab dem 15. Jahrhundert fand Curtius weitere Verbreitung und wurde verstärkt stilistisch nachgeahmt. Zugleich entstanden die ersten Übersetzungen, 1470 folgte die erste Druckausgabe.
Mit dem Aufkommen der historisch-kritischen Methode schätzte man Curtius zunehmend gering. Vor allem in der deutschsprachigen Forschung wurde Curtius lange als Historiker und Schriftsteller sehr negativ beurteilt, während seinen Angaben in Frankreich größeres Vertrauen entgegengebracht wurde. Die neuere Forschung misst ihm, trotz mehrerer Unzuverlässigkeiten, wieder mehr Gewicht zu. Wenngleich er den „objektiveren“ Alexanderhistoriker Arrian nicht ersetzen kann, so bietet das Werk des Curtius Rufus doch wertvolles Material, um das positive Alexanderbild bei Arrian zu ergänzen und zu korrigieren.

## Ausgaben und Übersetzungen
- Q. Curtius Rufus: Historiae (= Bibliotheca scriptorum Graecorum et Romanorum Teubneriana 2001). Hrsg. Carlo M. Lucarini, de Gruyter, Berlin/New York 2009, ISBN 978-3-11-020116-1 (kritische Ausgabe).
- Q. Curtius Rufus: Geschichte Alexanders des Großen. Lateinisch und deutsch. Eingeleitet, nach der Übersetzung von Johannes Siebelis überarbeitet und kommentiert von Holger Koch bzw. Christina Hummer, 2 Bände, Wissenschaftliche Buchgesellschaft, Darmstadt 2007, ISBN 978-3-534-18643-3 (mit ausführlicher Einleitung).
- Quintus Curtius Rufus: Alexandergeschichte. Die Geschichte Alexanders des Großen. Übersetzt von Johannes Siebelis, Phaidon, Essen/Stuttgart 1987, ISBN 3-88851-036-8.
- Quintus Curtius Rufus: The History of Alexander. Übersetzt von John C. Yardley, eingeleitet und kommentiert von Waldemar Heckel, Penguin, London u. a. 2004 (mit aktualisierter Bibliographie, zuerst 1984 veröffentlicht).
- Curtius Rufus: Histories of Alexander the Great. Book 10. Übersetzt von John C. Yardley, eingeleitet und kommentiert von J. E. Atkinson, Oxford University Press, Oxford/New York 2009, ISBN 0-19-955762-4.

## Kommentare
- John E. Atkinson: A commentary on Q. Curtius Rufus’ Historiae Alexandri Magni. Books 3 and 4. J.C. Gieben, Amsterdam 1980, ISBN 90-70265-61-3.
- John E. Atkinson: A commentary on Q. Curtius Rufus’ Historiae Alexandri Magni. Books 5 to 7.2. A.M. Hakkert, Amsterdam 1994, ISBN 90-256-1037-4.